# Brandon Pettigrew
Brandon Pettigrew (Tyler, 23 febbraio 1985) è un giocatore di football americano statunitense che gioca nel ruolo di tight end per i Detroit Lions della National Football League (NFL). Al draft NFL 2009 è stato selezionato come 20ª scelta assoluta dai Lions. Al college giocò a football all'Università statale dell'Oklahoma.

## Carriera professionistica

### Detroit Lions
Pettigrew fu scelto nel corso del primo giro del Draft 2009 dai Detroit Lions. Debuttò come professionista il 13 settembre 2009 contro i New Orleans Saints indossando la maglia numero 84. A causa di un infortunio al ginocchio il 1º dicembre 2009 fu inserito in lista infortunati. La stagione successiva disputò tutte le 16 gare della stagione regolare come titolare, terminando con 722 yard ricevute e 4 touchdown. Nel 2011 giocò ancora stabilmente come titolare, portando i propri primati personali a 777 yard ricevute (settimo tra i tight end della lega) e 5 touchdown, coi Lions che si qualificarono ai playoff dopo un decennio. Nel 2012 ricevette 567 yard e 3 TD in 14 presenze.
Il primo touchdown della stagione 2013, Pettigrew lo segnò nella settimana 7 contro i Cincinnati Bengals mentre il secondo contro i Tampa Bay Buccaneers nella settimana 12.

## Palmarès
- PFWA All-Rookie Team - 2009

## Statistiche
| Partite                | 71    |
| Partite da titolare    | 68    |
| Ricezioni              | 284   |
| Yard su ricezione      | 2.828 |
| Touchdown su ricezione | 16    |

Statistiche aggiornate alle stagione 2013